# Situació de l'Imperi Otomà el 1400
La situació a Constantinoble el 1440, amenazada pels otomans era crítica.

## Constantinoble i els otomans
Finalment, d’acord amb els venecians i genovesos, el regent imperial Joan VII Paleòleg es va decidir a negociar; el seu delegat plenipotenciari, l’arquebisbe de Gòtia (probablement expressió referida al Patriarca de Constantinoble), l’ambaixador de Pera (Quirico dei Taddei) i el vice batlle venecià Franchesco Foscarini van anar a Brusa per negociar amb la mare de Baiazet I. Després de les converses es va acordar que els genovesos de Pera pagarien al sultà un tribut de 5000 hyperpres a l’any, i l'emperador recuperaria les places marítimes i els territoris que posseïa abans de la guerra; però aquest tractat no fou ratificat pels bizantins, sota consell de Tamerlà que ja preparava la seva expedició, per lo que venecians i genovesos el van acabar boicotejant i Constantinoble tornava a estar en situació perillosa. Es van fer peticions d’ajut de Venècia que aquesta va refusar al·legant les despeses que havia hagut de fer a l’Orient per la defensa de Negrepont i Creta. El senat únicament va acceptar reemplaçar les dues galeres que protegien Constantinoble, per dues altres millors.

## Baiazet imposa condicions a Erzinjan (1400)
Baiazet I havia ocupat Sivas el 1398 i el hivern del 1399 al 1400 havia iniciat la conquesta de posicions mameluques a la frontera siriana. Tahartan d’Erzincan i Erzurum (els otomans li donaven el títol d’hakim o sigui “governant”) era doncs un objectiu natural de Baiazet. El sultà va convocar a l’hakim Tahartan a presentar-se a la seva cort i pagar-li tribut. Tahartan, tot i que era aliat de Timur, va acceptar les pressions i únicament va rebutjar l'exigència de cedir l'estratègica fortalesa de Kemakh, que no obstant fou conquerida pels otomans poc després (en la campanya de Suleyman i Timurtaix iniciada a finals del 1399, campanya en la que foren conquerides diverses places i entre elles Malatya, després d’un setge). Poc després Tahartan va anar a veure a Timur a Bardaa (febrer o març del 1400) per obtenir la seva protecció. Timur va escriure una carta amb alguns termes ofensius a Baiazet I, exigint la retirada de Kemakh i la renuncia al tribut d’Erzincan; Baiazet I li va contestar que ja tenia ganes de enfrontar-se a ell en batalla.

## El despotat de Mistra (1400)
El despotat de Mistra havia quedat assolat després de les expedicions de Ewrenos Beg i de Yakub Beg del 1397 i era objectiu dels pirates turcs i d'altres llocs (aquests altres són anomenats els catalans). Els turcs assolaven les terres fermes i arribaven fins a les muralles de Coron i Modon, els habitants de les quals gairebé no podien sortir de dins de les ciutats. Com que Venècia refusava donar ajut, el dèspota Teodor es va veure abocat a tractar amb els Cavallers Hospitalaris de Sant Joan de Jerusalem. El Gran Mestre Filibert de Naillac volia crear a la península de Morea un estat destinat a frenar l'expansió del islam i una base contra els turcs. La primera cosa que es va negociar fou la venda de Corint (1400), a la que l'emperador Manuel i l'emperadriu mare van donar el consentiment; però ara la segona etapa era la compra de tot el despotat. Però la població hi era hostil, i preferia la dominació otomana (tolerant en matèria religiosa) a la dominació d’un altre branca del cristianisme.